# Olsen Rock
Der Olsen Rock ist ein Klippenfelsen vor dem westlichen Ende Südgeorgiens. Er liegt 800 m südöstlich des Kap Parjadin.
Wissenschaftler der britischen Discovery Investigations kartierten ihn zwischen 1926 und 1927. Der South Georgia Survey nahm bei seiner von 1951 bis 1957 dauernden Kampagne Vermessungen vor. Das UK Antarctic Place-Names Committee benannte ihn 1958 nach Søren Olsen (1890–unbekannt), Harpunier der South Georgia Whaling Company in Leith Harbour (1926–1930, 1933–1939 und 1945–1953).